# La Vie en Rose (пісня Iz*One)
«La Vie en Rose» (кор. 라비앙로즈) — дебютний сингл південнокорейсько-японської жіночої групи Iz*One, випущений 29 жовтня 2018 року лейблом Off the Record Entertainment як головний сингл із їхнього дебютного мініальбому Color*Iz. Пісня написана і спродюсована групою MosPick Music Producing Group, композиторами з іншого лейблу Cube Entertainment.

## Композиція
Композицію «La Vie en Rose», складену в тональності фа мажор із темпом 116 ударів на хвилину, описують як яскравий, заводний електропоп трек. Захоплюючий із самого початку, «La Vie en Rose» поєднує в собі широкий спектр елементів – ембієнтні синтезатори, ударні ритми, металічний малий барабан та ехо струн, які складають більшу частину треку — у спробі досягти досконалості поп-музики середнього темпу. Мелодія лунає разом із вокалом учасниць, вибухаючи під час передприспіву, а потім раптово спадаючи до більш стриманого головного звучання, роблячи головний трек водночас потужним і делікатним. Пісня була скомпонована та спродюсована групою MosPick Music Producing Group з Cube Entertainment, яка відома такими успішними працями, як «Crazy» від 4Minute та «Lip & Hip» від HyunA.
Пісня спочатку була призначена для іншого дівчачого гурту, CLC, який записав її для свого запланованого повернення на 2018 рік.

## Музичне відео
29 жовтня пісня «La Vie en Rose» разом із музичним кліпом була опублікована на різних сайтах і музичних порталах, включаючи YouTube, Melon і Naver TV. Зняте VM Project Architecture, музичне відео натхнене червоним кольором: дванадцять учасниць співають і танцюють у червоно-шкіряному вбранні, а «більш вражаючим вбранням протиставляють м’якіші жіночні».
Музичне відео набрало понад 4,5  мільйона переглядів за перші 24 години після публікації на YouTube, перевершивши попередній рекорд Stray Kids за кількістю переглядів дебютного музичного відео K-pop групи протягом 24 годин. Через чотири дні після виходу перегляди «La Vie en Rose» перевищили 10 мільйонів. Станом на квітень 2024 кліп має 189 мільйонів переглядів YouTube.

## Комерційний успіх
«La Vie en Rose» посіла перше місце в трьох головних південнокорейських чартах, включаючи Bugs, Soribada та Mnet. Пісня також очолила чарт синглів iTunes K-pop Singles Chart у двох країнах і потрапила до першої десятки ще у восьми країнах.
«La Vie en Rose» дебютувала на 6 місці у чарті Billboard World Digital Song Sales із 1000 проданими завантаженнями за тиждень, який закінчився 1 листопада 2018 року, ставши третьою найбільш продаваною піснею K-pop за той тиждень.

## Чарти
| Чарт (2018)                         | Пікова позиція |
| ----------------------------------- | -------------- |
| Японія (Japan Hot 100)              | 22             |
| Малайзія (RIM)                      | 19             |
| Сінгапур (RIAS)                     | 9              |
| Південна Корея (Gaon)               | 14             |
| Південна Корея (Kpop Hot 100)       | 11             |
| США World Digital Songs (Billboard) | 6              |

## Нагороди
| Публікація | Список                                               | Місце | Прим.  |
| ---------- | ---------------------------------------------------- | ----- | ------ |
| Paper      | 20 найкращих K-pop-пісень 2018 року                  | 8     | [ 20 ] |
| BuzzFeed   | 30 пісень, які допомогли визначити K-pop у 2018 році | 19    | [ 21 ] |
| Billboard  | 100 найкращих K-pop-пісень 2010-х років              | 62    | [ 22 ] |
| Billboard  | 20 найкращих K-pop-пісень 2018 року: думка критиків  | 9     | [ 23 ] |

### Перемоги на музичних програмах
| Програма           | Дата              | Прим.  |
| ------------------ | ----------------- | ------ |
| M Countdown (Mnet) | 8 листопада 2018  | [ 24 ] |
| The Show (SBS MTV) | 13 листопада 2018 | [ 25 ] |
| The Show (SBS MTV) | 20 листопада 2019 | [ 26 ] |

## Сертифікації
| Регіон                                                   | Сертифікація | Продажі    |
| Стримінг                                                 | Стримінг     | Стримінг   |
| -------------------------------------------------------- | ------------ | ---------- |
| Японія (RIAJ)                                            | Золотий      | 50 000 000 |
| лише прослуховування, що базуються лише на сертифікаціях |              |            |